# Chocolat chaud
Le chocolat chaud est une boisson chaude à base d'eau ou de lait constituée de chocolat, ou de cacao en poudre, et de sucre. Lorsqu'il est uniquement à base de lait, il s'agit de la version chaude du lait au chocolat. Bien que le chocolat chaud soit généralement considéré comme bu pour le plaisir, des études récentes ont suggéré qu'il pourrait avoir quelques propriétés bénéfiques en raison des antioxydants contenus dans le cacao. Jusqu'au XIXe siècle, le chocolat chaud était même utilisé en médecine pour traiter des désagréments tels que les maux d'estomacs et pour apaiser les douleurs.
La première boisson au chocolat est généralement supposée avoir été créée par les Mayas il y a 2 000 ans, et une boisson au cacao faisait partie de la culture aztèque vers 1400. La boisson s'est popularisée en Europe après son introduction à partir du Mexique, et a subi de multiples adaptations depuis. Aujourd'hui, le chocolat chaud est consommé partout dans le monde et inclut de multiples variations, du cioccolata, très dense, en Italie, au chocolat chaud plus dilué typiquement consommé aux États-Unis.

## Histoire

### La consommation du chocolat chaud au Mexique (1500-1800)
La consommation du chocolat chaud au Mexique entre 1500 et 1800 est un témoin de la continuité et de l’évolution des pratiques culturelles liées au cacao. Ce breuvage, qui trouve ses origines dans les traditions mésoaméricaines préhispaniques, évolue sous l’influence des Espagnols, tout en conservant des éléments enracinés dans les pratiques locales. Avec la conquête espagnole en 1521, le chocolat commence à intégrer des éléments européens. Si les colons adoptent rapidement le cacao, ils modifient sa préparation pour l'adapter à leurs goûts. Le chocolat est sucré avec du miel ou du sucre de canne, introduit depuis les Caraïbes, et il est souvent servi chaud, une adaptation au climat plus frais de l'Europe. Toutefois, au Mexique même, les Espagnols installés dans les colonies continuent de consommer le chocolat comme une boisson exotique, tout en ajoutant des éléments européens comme la cannelle ou les amandes. Au XVIIe siècle, le chocolat chaud devient une boisson incontournable des élites créoles et espagnoles vivant au Mexique. Il est intégré aux rituels de sociabilité, consommé dans les tertulias (réunions littéraires et sociales) ou offert lors de grandes occasions religieuses et festives. Les religieuses des couvents jouent un rôle central dans cette appropriation, en perfectionnant des recettes de chocolat chaud et en développant des variations locales. Ces préparations, souvent plus riches et épicées que celles d'Europe, combinent des ingrédients européens et locaux, témoignant d'une hybridation culinaire. Au fil des siècles, le chocolat chaud dépasse les cercles de l’élite. Bien que coûteux, il devient plus accessible grâce à la production accrue de cacao dans les plantations du Tabasco et de Veracruz, où les colons espagnols exploitent une main-d’œuvre indigène et africaine. Dans les marchés locaux, des versions simplifiées de chocolat chaud, moins sucrées et avec moins d'épices, sont vendues aux populations urbaines et rurales. Le chocolat devient ainsi un aliment de subsistance occasionnel pour les classes populaires, particulièrement lors des fêtes religieuses. Au XVIIIe siècle, le chocolat chaud est une boisson omniprésente dans la société mexicaine, des salons aristocratiques aux modestes cuisines des habitants des villages. Il reste cependant un marqueur de distinction : la richesse des ingrédients et la complexité des recettes varient en fonction du statut social. Le cacao conserve également son rôle symbolique, étant utilisé comme offrande dans certains rituels religieux catholiques, montrant une continuité entre les pratiques préhispaniques et chrétiennes.

### Adaptation européenne
Le premier contact des Espagnols avec le chocolat se fait lors de la colonisation espagnole de l’empire aztèque. Lorsque les Espagnols menés par le conquistador Hernán Cortés sont arrivés en 1519, l'armée aztèque a rencontré un défi sans précédent. Pourtant, l’Empire aztèque au début du XVIème avait une armée grande et complexe. Plusieurs types de guerriers se distinguent : les guerriers communs, les guerriers aigles, les guerriers Shorn Ones, les Tlatoanis et leurs officiers. Sous Montezuma II (1502-1520), les guerriers aztèques étaient essentiels pour défendre l'empire face aux menaces extérieures et maintenir l'ordre interne. Cependant, ils ont été affaiblis par des facteurs comme les alliances de Cortés avec des peuples soumis, les armes et tactiques européennes, et l'épidémie de maladies importées. Le combat décisif a eu lieu lors du siège de Tenochtitlán, la capitale aztèque. Les Espagnols, avec leurs alliés indigènes, ont coupé les approvisionnements en eau et en nourriture. Après des mois de combats acharnés, les forces aztèques, affamées et décimées par les maladies, ont été submergées en août 1521. La chute de Tenochtitlán a marqué la fin de l’Empire aztèque et le début de la colonisation espagnole en Mésoamérique. (cf. Mireille Pastoureau, L’Amérique de la Conquista, BnF). 
Cortés retourne en Espagne en 1524. S’il trouve cette boisson très amère, il soutient son grand potentiel notamment nutritionnel. Il en propose à Charles Quint, à l’époque empereur du Saint Empire qui comprenait l’Espagne actuelle. La première cargaison de fèves de cacao de Vera Cruz pour Séville a lieu en 1585. Cette boisson joue un rôle important dans l’Église, puisque préparée par des moines et consommée par les plus riches fidèles. Pour illustrer l’influence de cette boisson, en 1569, le Pape Pie V autorise le chocolat chaud pendant le jeûne, en affirmant qu’il s’agit d’une boisson et non d’un aliment solide. Cette boisson est ainsi adorée des aristocrates espagnoles, qui ne peuvent s’en passer même pendant le jeûne. Mais ces fèves de cacao n’ont pas encore de valeur dans le reste de l’Europe. En effet, une anecdote assez rependue dans la littérature sur l’histoire du chocolat raconte que des pirates anglais en 1579 brûlent un navire marchand espagnol rempli de fèves de cacao, frustrés de ne pas trouver de l’or mais uniquement ce qu’ils croient être des excréments de moutons séchés. Ainsi, le cacao n’a de valeur qu’en Amérique du sud et en Espagne, dans la deuxième moitié du XVIème siècle. (cf Aurélie Brayet, Le chocolat, un patrimoine européen ? 2019)

Le chocolat se diffuse de l’Espagne vers l’Europe. Si elle s’implante facilement dans l’aristocratie espagnole, sa diffusion dans les Cours européennes est plus lente. Elle passe notamment par le mariage, le cacao étant donné comme dot. Par exemple, Le chocolat entre à la Cour française en 1615 avec le mariage entre Louis XIII et la princesse espagnole Anne d’Autriche. C’est elle qui apporte des fèves de cacao d’Espagne. Elle amène également le savoir-faire espagnol avec des domestiques sachant préparer un chocolat chaud mousseux. La diffusion du chocolat chaud passe aussi par le commerce, notamment avec les marchands italiens, toujours influents au XVIIe siècle notamment dans la marchandise du luxe à Venise, transportent et diffusent les fèves de cacao à Turin, Livourne, Naples, Pérouse et Venise. Ainsi, le chocolat chaud se diffuse dans l’aristocratie européenne, en Espagne, en France et dans les domaines italiens. (cf Aurélie Brayet, Le chocolat, un patrimoine européen ? 2019)
Les techniques de préparation évoluent. La réception de ces fèves trop amères pour les palais européens amène à une modification de la recette. Les ingrédients utilisés changent : on utilise du cacao sous forme de fèves écrasées ou en poudre, héritées des pratiques aztèques. On y ajoute du sucre : ajouté pour adoucir l’amertume du cacao, une innovation européenne. Des épices sont incorporés : cannelle, vanille, et parfois clous de girofle ou muscade, pour parfumer. Enfin, on dilue avec de l’eau ou lait : l’eau était utilisée dans les premières recettes, le lait devient populaire plus tard. La recette utilisée est la suivante : Faire bouillir de l’eau ou du lait dans une chocolatière. Ajouter la poudre de cacao et le sucre selon le goût. Incorporer les épices choisies (bâtons de cannelle ou gousse de vanille, par exemple). Utiliser un moussoir (bâtonnet intégré à la chocolatière) pour mélanger vigoureusement et obtenir une mousse légère. Cette recette se retrouve en Espagne et en France. (cf Ken lbala, Food in Early Modern Europe, 2003).  
La consommation du chocolat chaud aux XVIIe et XVIIIe siècles est bien plus qu’une simple habitude alimentaire : elle incarne un véritable marqueur de distinction sociale. Considéré comme un produit exotique, le chocolat est associé à un raffinement qui le réserve aux cercles de l’aristocratie et aux élites bourgeoises émergentes. Sa rareté et son coût élevé en font un symbole de richesse et de modernité. À la cour de Louis XIV, il est souvent consommé dans des moments d’apparat, comme les déjeuners royaux, où il est servi dans des chocolatières richement ornées, renforçant son association avec le prestige et le pouvoir. De plus, le chocolat chaud est valorisé pour ses supposées propriétés médicinales et aphrodisiaques, vantées par les médecins de l’époque. François Massialot, cuisinier du roi, décrit dans ses recettes des préparations au chocolat agrémentées de vanille ou de cannelle, renforçant son image de boisson sophistiquée. Dans les salons parisiens, il devient un outil de sociabilité, offert lors des discussions littéraires et philosophiques pour flatter les invités et démontrer l’élégance de l’hôte. Cette consommation aristocratique contraste fortement avec l’absence d’accès au chocolat chez les couches populaires, qui doivent attendre la fin du XVIIIe siècle pour en consommer, sous forme d’aliments transformés ou de boissons simplifiées et moins coûteuses. Ainsi, le chocolat chaud illustre non seulement les inégalités économiques, mais aussi l’écart culturel et symbolique qui sépare les différentes classes de la société préindustrielle. (cf Barel Michel, Du cacao au chocolat L'épopée d'une gourmandise, 2009).   
L’Europe produit elle-même ses propres fèves de cacao dans les colonies américaines et les commercialisent en Europe. En effet, le cacao ne poussait qu’en Amérique du sud, en lien avec son climat propice (une température entre 21 et 32°C, une pluviométrie également répartie sur l’année et une lumière indirecte). Les Espagnols font directement produire leurs propres fèves en Amérique du Sud, notamment au Venezuela et dans les Caraïbes, grâce à la mise en place de grandes plantations utilisant la main-d’œuvre esclave. Cela permet une baisse des coûts de production. Le port de Cadix devient un centre névralgique du commerce du chocolat, qui alimente d'abord les élites espagnoles avant d'atteindre le reste de l'Europe. L’essor des compagnies commerciales, comme la Compagnie néerlandaise des Indes occidentales, facilite également la circulation du cacao vers des marchés plus larges. La France commence à produire ses propres fèves de cacao dans ses colonies, notamment en Martinique, dès les années 1660. Cette introduction du cacao dans les Antilles françaises résulte des échanges économiques et botaniques entre les colonies européennes des Amériques. Les premières plantations sont établies sous l’impulsion de colons français, qui s’inspirent des modèles déjà développés par les Espagnols en Amérique centrale et du Sud. La Martinique, avec son climat tropical humide et ses sols volcaniques fertiles, offre des conditions idéales pour la culture du cacaoyer (Theobroma cacao). Le développement de ces plantations s'inscrit dans un système colonial basé sur la monoculture et l'exploitation de la main-d'œuvre africaine asservie. Ce système permet à la France d’intégrer le cacao dans le commerce transatlantique, répondant à la demande croissante en Europe pour cette denrée exotique. À partir de cette période, le cacao martiniquais devient une ressource clé pour alimenter la consommation de chocolat chaud dans les cours royales et bourgeoises de l’Ancien Régime, bien que sa production reste inférieure à celle des colonies espagnoles et portugaises. En plus de son rôle économique, cette production marque un tournant dans l’histoire agricole des Antilles françaises, où les cultures destinées à l'exportation, comme le cacao, le sucre et le café, façonnent profondément les paysages et les structures sociales locales. Cela ouvre également la voie à une circulation plus large de produits tropicaux dans l'économie française préindustrielle, tout en liant encore davantage les colonies aux métropoles européennes dans un système de dépendance commerciale. (cf Christian Grataloup, le monde dans nos tasses 2017). 

Le chocolat chaud devient une boisson appropriée par les différentes couches sociales de la société pré industrielle européenne. Cette évolution sociale s’explique par plusieurs facteurs économiques et culturels, ainsi que par des pratiques spécifiques à certains pays. En France, la consommation de chocolat chaud se démocratise au XVIIIe siècle grâce aux cafés qui deviennent des lieux publics accessibles à la bourgeoisie, notamment à Paris. Un exemple emblématique est le café Procope, où le chocolat est servi avec du sucre ou parfois de la crème pour adoucir son goût. En Angleterre, les « chocolate houses », comme « White's Chocolate House », jouent un rôle similaire, bien que ces établissements restent coûteux et davantage fréquentés par des marchands et des notables. La popularité du chocolat chaud est aussi renforcée par sa perception comme une boisson nutritive et médicinale. En Espagne, on lui attribue des vertus énergétiques et aphrodisiaques, tandis qu’en France on recommande des versions modifiées pour leurs bienfaits digestifs et tonifiants. Cela permet d’étendre son usage à des travailleurs manuels ou artisans qui l'adoptent comme boisson énergisante occasionnelle, notamment dans les régions portuaires comme Bordeaux ou Marseille. Par exemple, en Espagne, les écrits de la cour documentent que des fèves de cacao sont distribuées à certains serviteurs, qui les consomment sous forme de chocolat dilué. En Angleterre, des mentions dans les archives montrent que le chocolat chaud était vendu à des prix plus accessibles sur les marchés de Londres au XVIIIe siècle, bien qu’il restât moins populaire que le thé. De plus, l’introduction du cacao en poudre, un produit plus facile à préparer et moins cher à transporter que les fèves entières ou la pâte de cacao, joue un rôle clé dans cette démocratisation. Les premières marques industrielles, apparues en Europe à la fin du XVIIIe siècle, permettent de produire du cacao à une échelle plus large et de réduire les coûts. Les transformations industrielles simplifient également la préparation de la boisson, la rendant accessible à des foyers modestes qui n’ont pas les moyens ou les connaissances pour travailler directement les fèves. Cette démocratisation s’inscrit aussi dans un contexte de croissance des échanges commerciaux et d’amélioration des circuits de distribution. En Angleterre, par exemple, des entreprises comme Fry’s et Cadbury développent des produits à base de cacao en poudre qui ciblent non seulement les élites, mais aussi les classes laborieuses, avec des prix adaptés à leur pouvoir d’achat. 

Cette tendance est encore plus marquée en Angleterre, où des publicités des premières marques de cacao mettent en avant les bienfaits énergétiques de la boisson, visant explicitement les ouvriers et leurs familles. (cf, Grivetti, Louis E., & Shapiro, Howard-Yana. Chocolate: History, Culture, and Heritage. Wiley, 2009). 

## Terminologie
On fait parfois la distinction entre le « cacao chaud », fabriqué à partir de poudre de cacao (fèves de cacao moulues dont on a retiré une grande partie du beurre de cacao), et le « chocolat chaud », fabriqué directement à partir de chocolat en tablette, qui contient déjà du cacao, du sucre et du beurre de cacao. Ainsi, la principale différence entre les deux est le beurre de cacao, dont l'absence rend le cacao chaud nettement moins gras que le chocolat chaud tout en préservant tous les antioxydants présents dans le chocolat.
- Le « chocolat chaud » peut être préparé avec du chocolat noir, mi-sucré ou mi-amer râpé ou coupé en petits morceaux et mélangé au lait avec l'ajout de sucre.
- Le « cacao chaud » désigne généralement une boisson préparée avec de la poudre de cacao, du lait ou de l'eau chaude, et sucrée à volonté avec du sucre (ou pas sucrée du tout)[3].
- Le « chocolat chaud » instantané ou le mélange de cacao chaud peut être à base de poudre de cacao, de chocolat en poudre ou des deux ; il comprend souvent du lait en poudre ou des ingrédients comparables pour pouvoir être préparé sans utiliser de lait ; du sucre ou d'autres édulcorants ; et généralement des stabilisants et des épaississants[3]. Cependant, les mélanges peuvent varier considérablement (entre les pays et souvent entre les marques) en ce qui concerne les ingrédients inclus, leur proportion et leur qualité.

## Apports caloriques

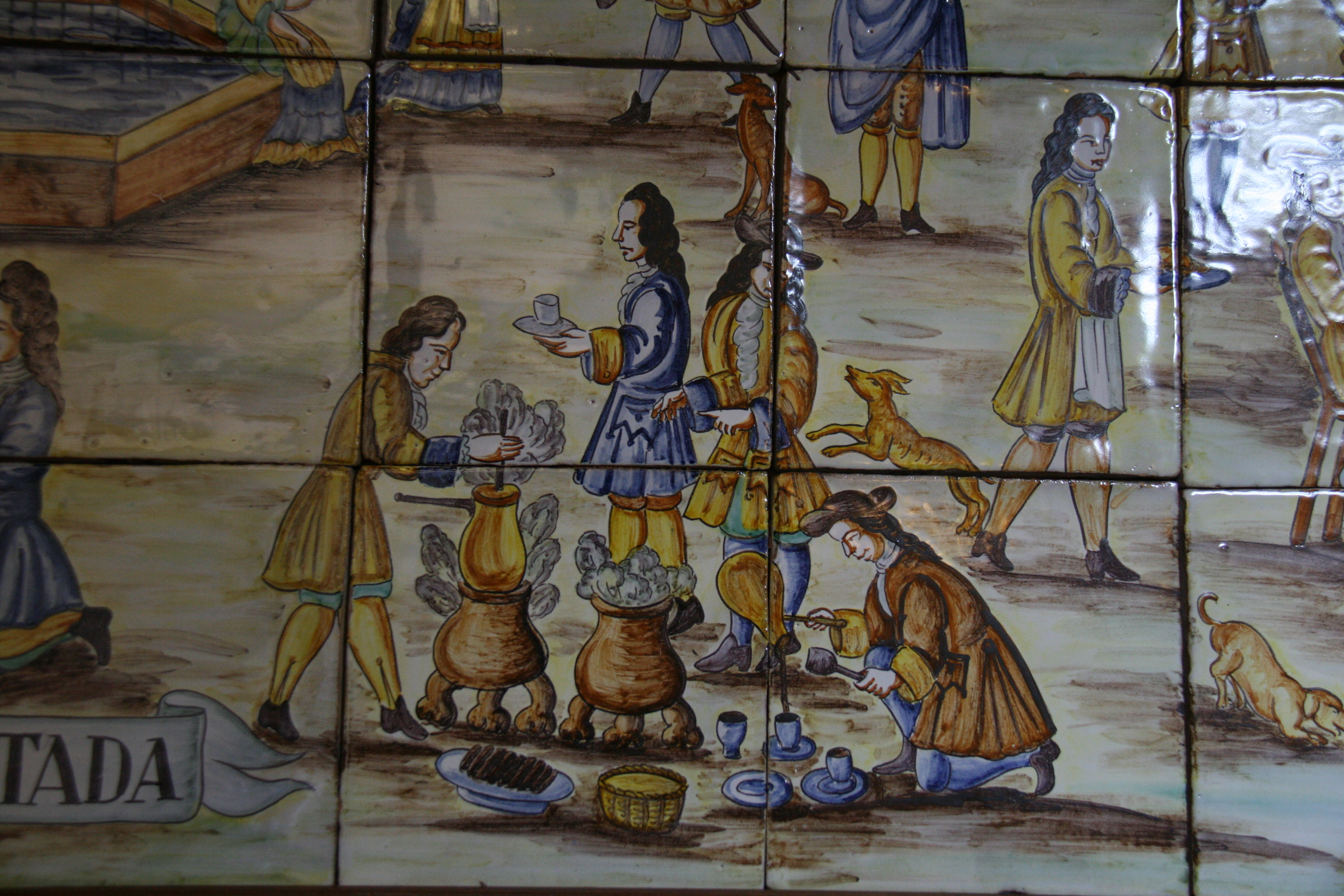
Fête du chocolat traditionnelle dans une rue de Madrid (Chocolatada en espagnol), sur des Azulejos.

La composition du chocolat chaud est riche en sucre (généralement compris dans le chocolat) tandis que le lait est source de lipides. Ainsi, une tasse de chocolat chaud apporte environ 200 kcal, dont 5 grammes de lipides, 27 grammes de glucides et 9 grammes de protéines.

## Chocolatière

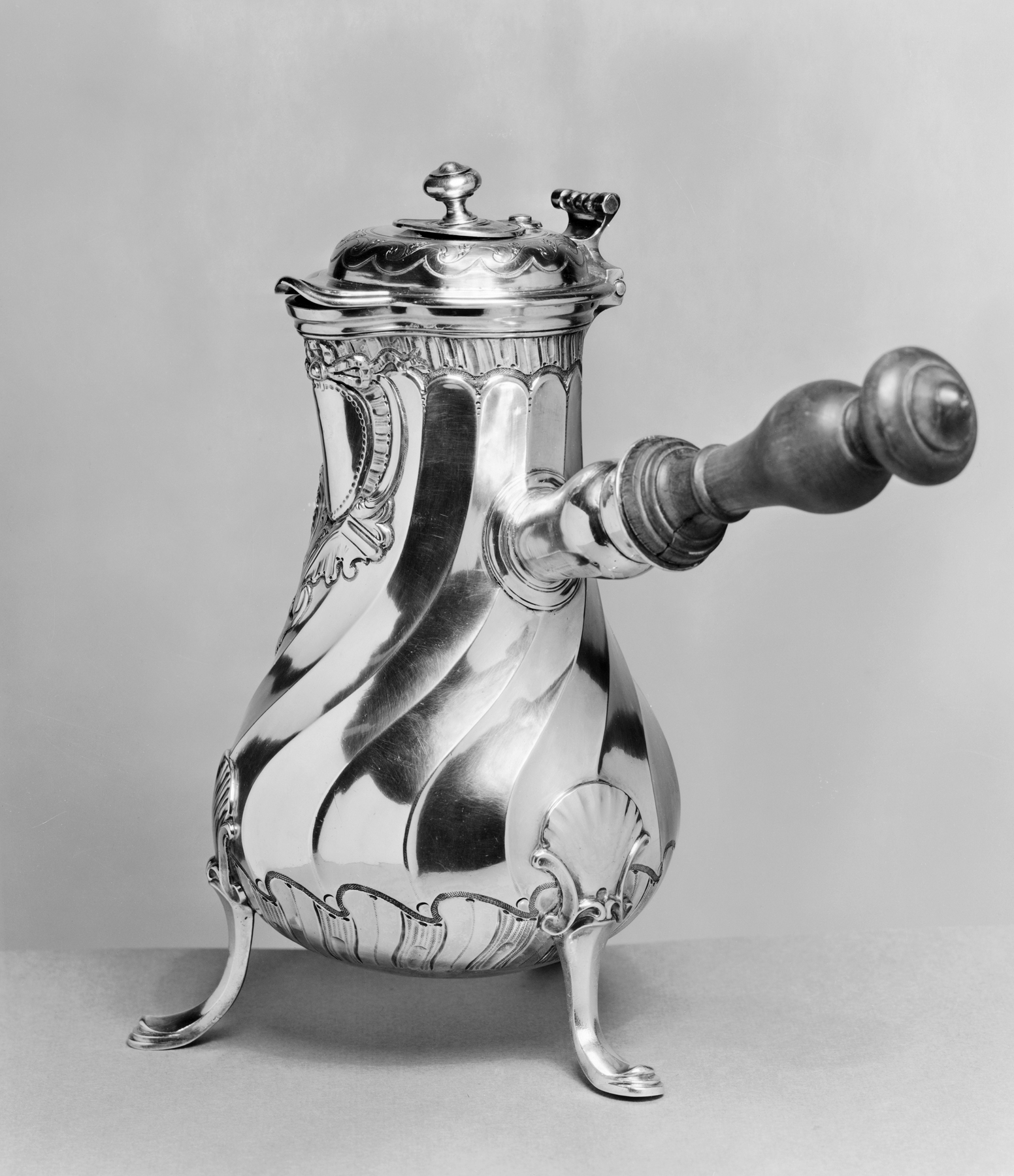
Chocolatière tripode : elle est dotée de trois pieds qui permettent de glisser un réchaud dessous et maintenir son contenu chaud. Un petit couvercle à charnière permet le passage du moussoir.

La chocolatière est un récipient permettant de préparer et de servir le chocolat chaud. Le couvercle de cette verseuse est généralement percé d'un trou permettant au moussoir de sortir. Le moussoir est un ustensile en bois qu'il convient de faire rouler entre les paumes des mains afin d'homogénéiser la boisson jusqu'à la faire mousser, mais aussi à bien mélanger le chocolat râpé au liquide. Tige de bois travaillée  munie de cercles concentriques mobiles ou de rainures, ce fouet à chocolat était déjà utilisé par les Aztèques sous forme de rameau ou de moulinet. La chocolatière a vraisemblablement été élaborée dans les couvents de la Nouvelle-Espagne au XVIe siècle. D'après le témoignage des chroniqueurs de cette époque, le breuvage est préparé en mélangeant la poudre de cacao avec de l'eau puis en la faisant mousser par transvasement successif d'une cruche à une autre. Les deux cruches « sont remplacées par un récipient unique, une sorte de vase à panse arrondie ou en forme de cône tronqué, qui reçoit le nom de "chocolatière". Grossièrement façonnée au début en argile ou en cuivre, la chocolatière devient par la suite un élégant "vaisseau" de porcelaine ou d'argent agrémenté d'un manche fixé à angle droit — plus tard remplacé par une anse — et d'un bec verseur ». Dans le dernier tiers du XVIIe siècle, l'Amérique fournit également de larges tasses avec soucoupe en grès ou en faïence, les mancerinas, issues des gobelets aztèques initialement fabriqués à partir d'une écorce de cacao agrémentée d'accessoires en argent (anneau sur le bord supérieur, deux anses, piédouche).
Il existe différents types de chocolats selon la teneur en cacao : blanc, noir, au lait.

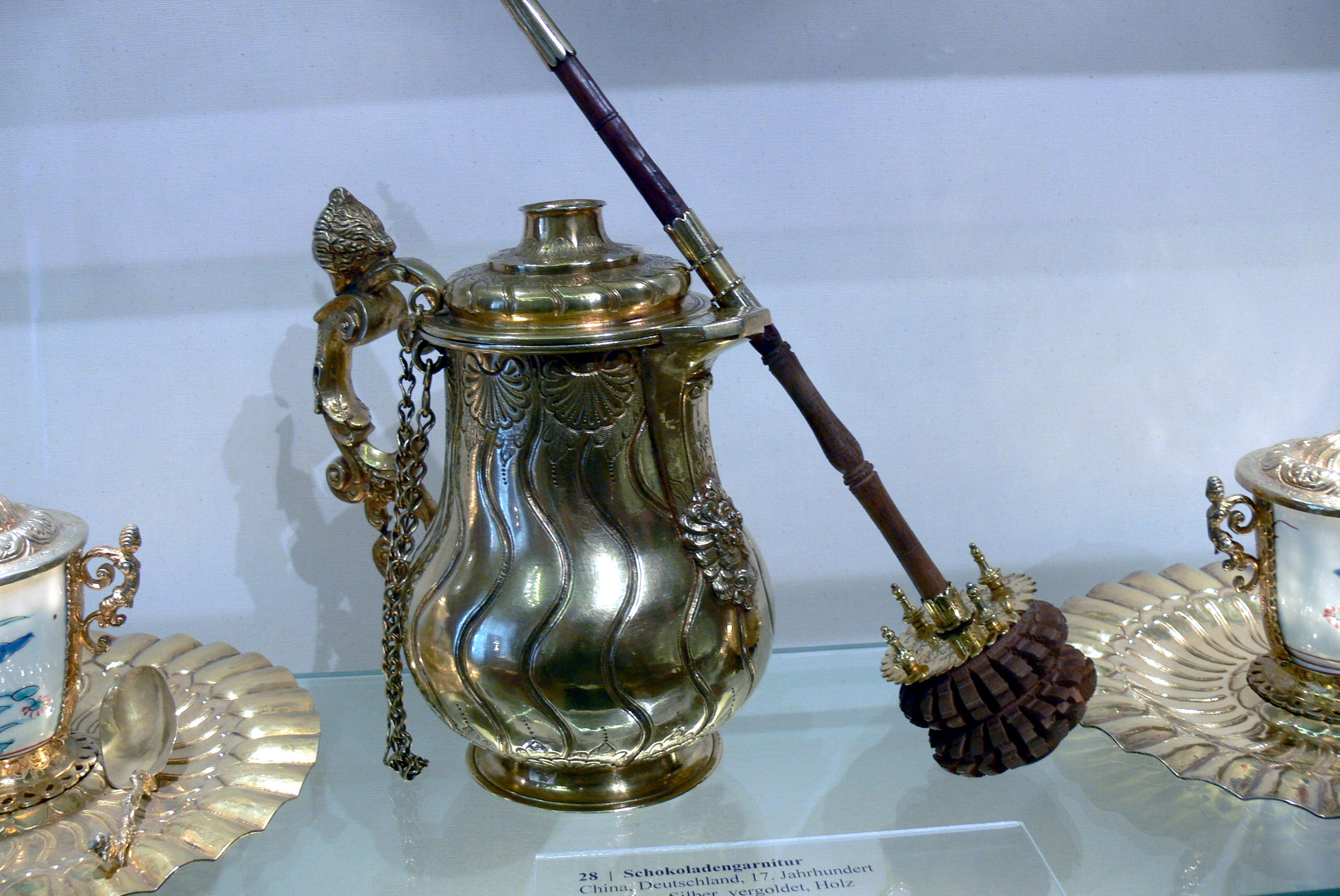
Chocolatière en argent et moussoir à rainures (XVIIe siècle).
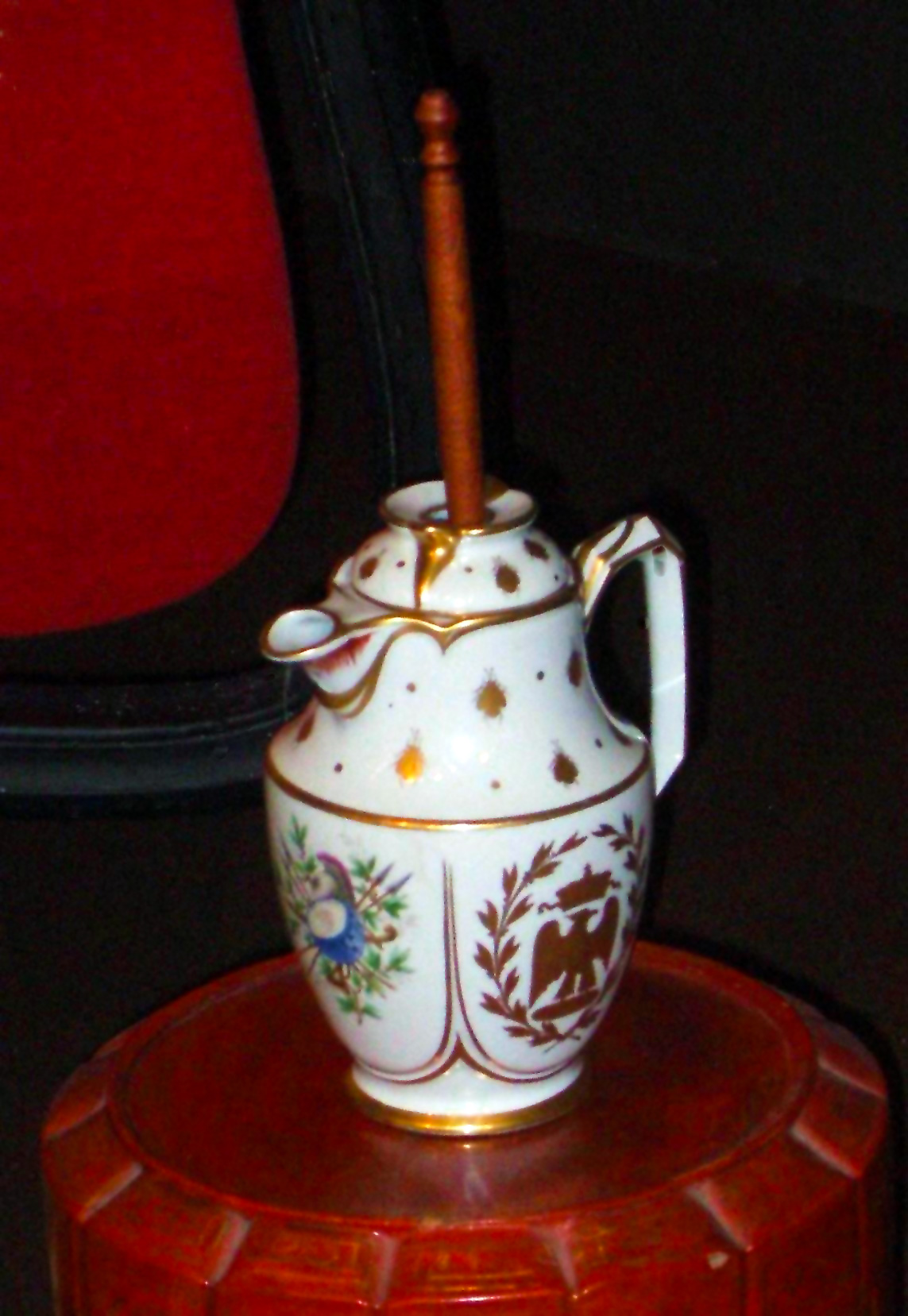
Chocolatière de pur style Empire[6] avec son moussoir.
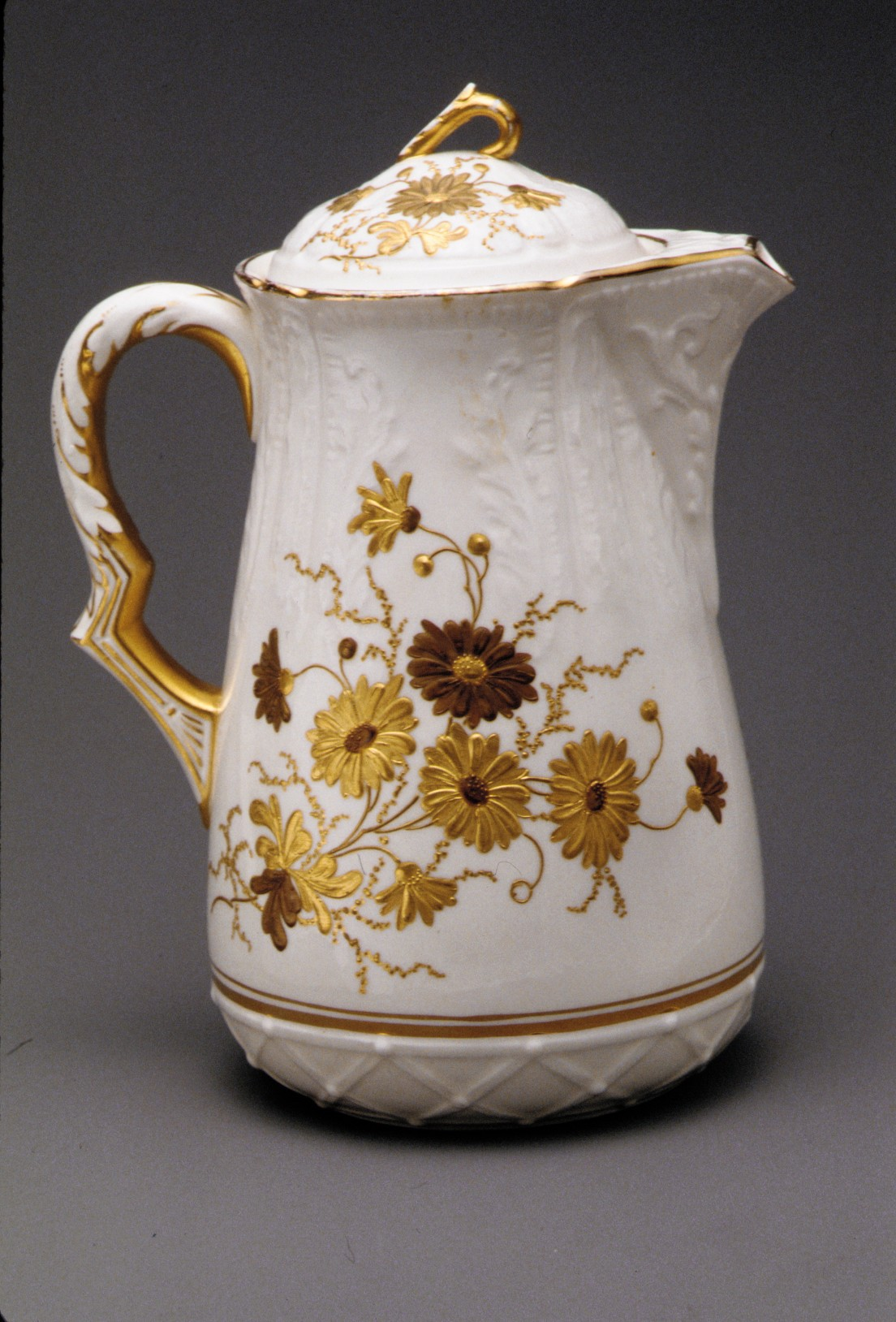
Chocolatière en porcelaine à décors floraux (autour de 1900).
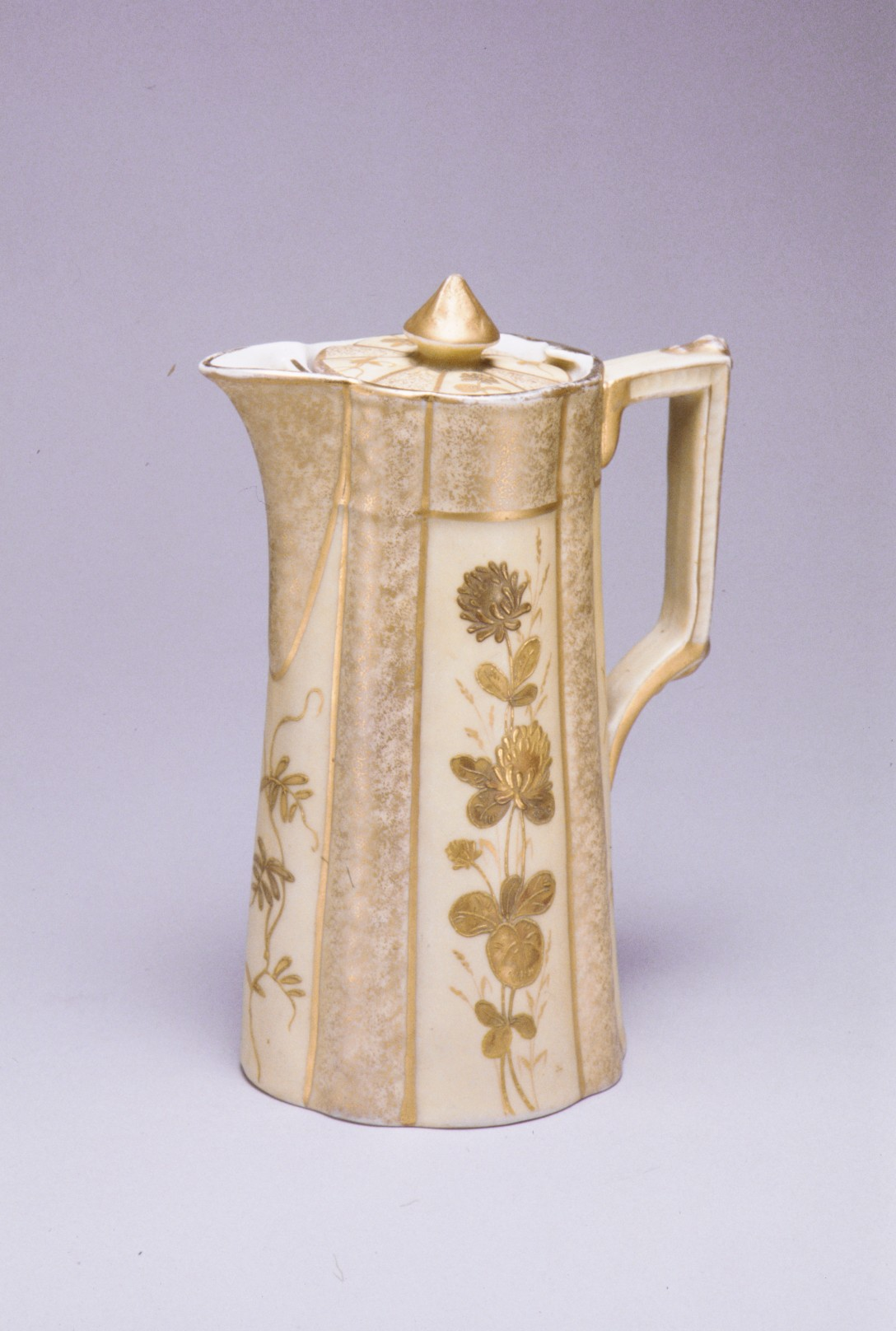
Chocolatière en porcelaine (autour de 1890).
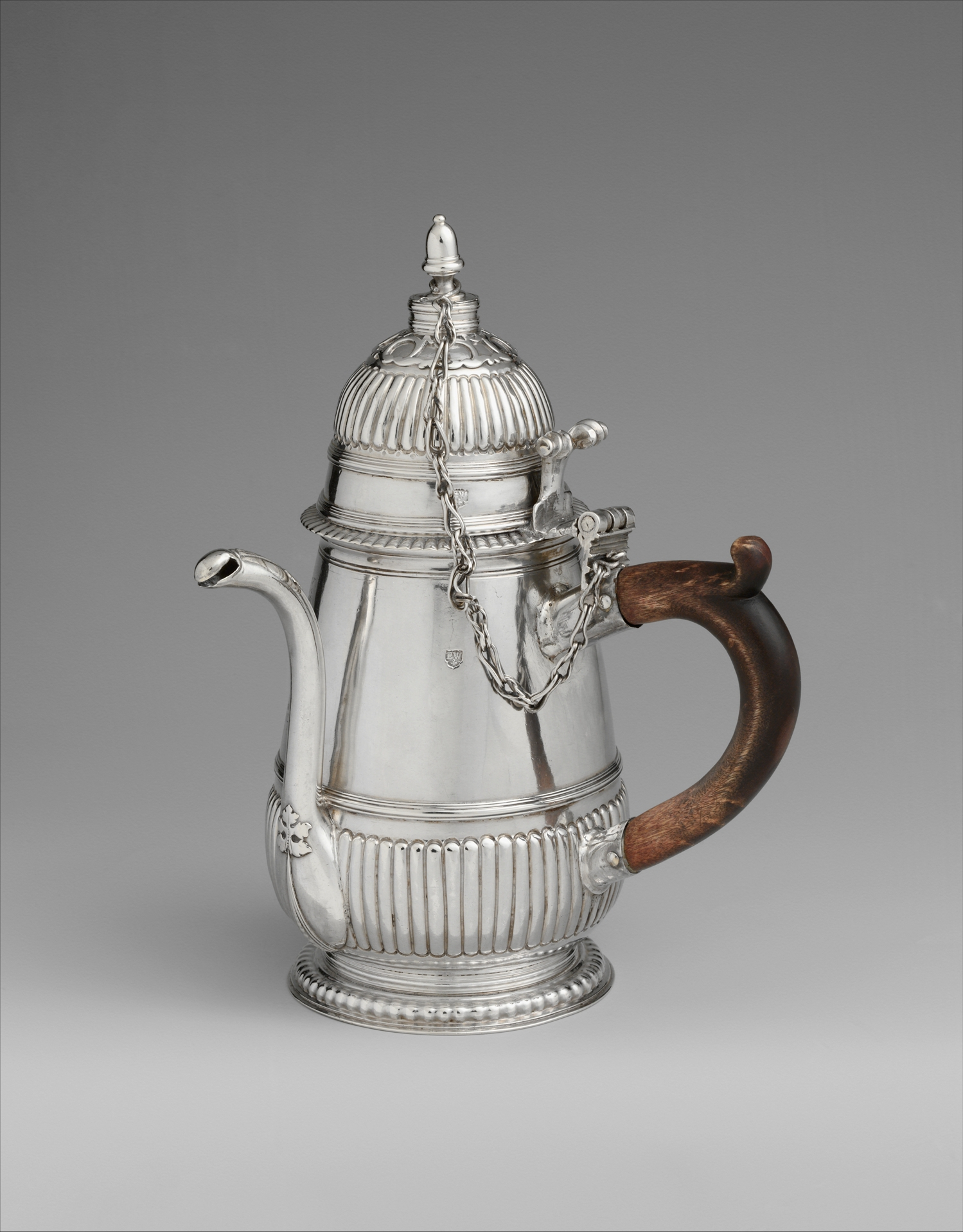
Chocolatière en argent (autour de 1700).
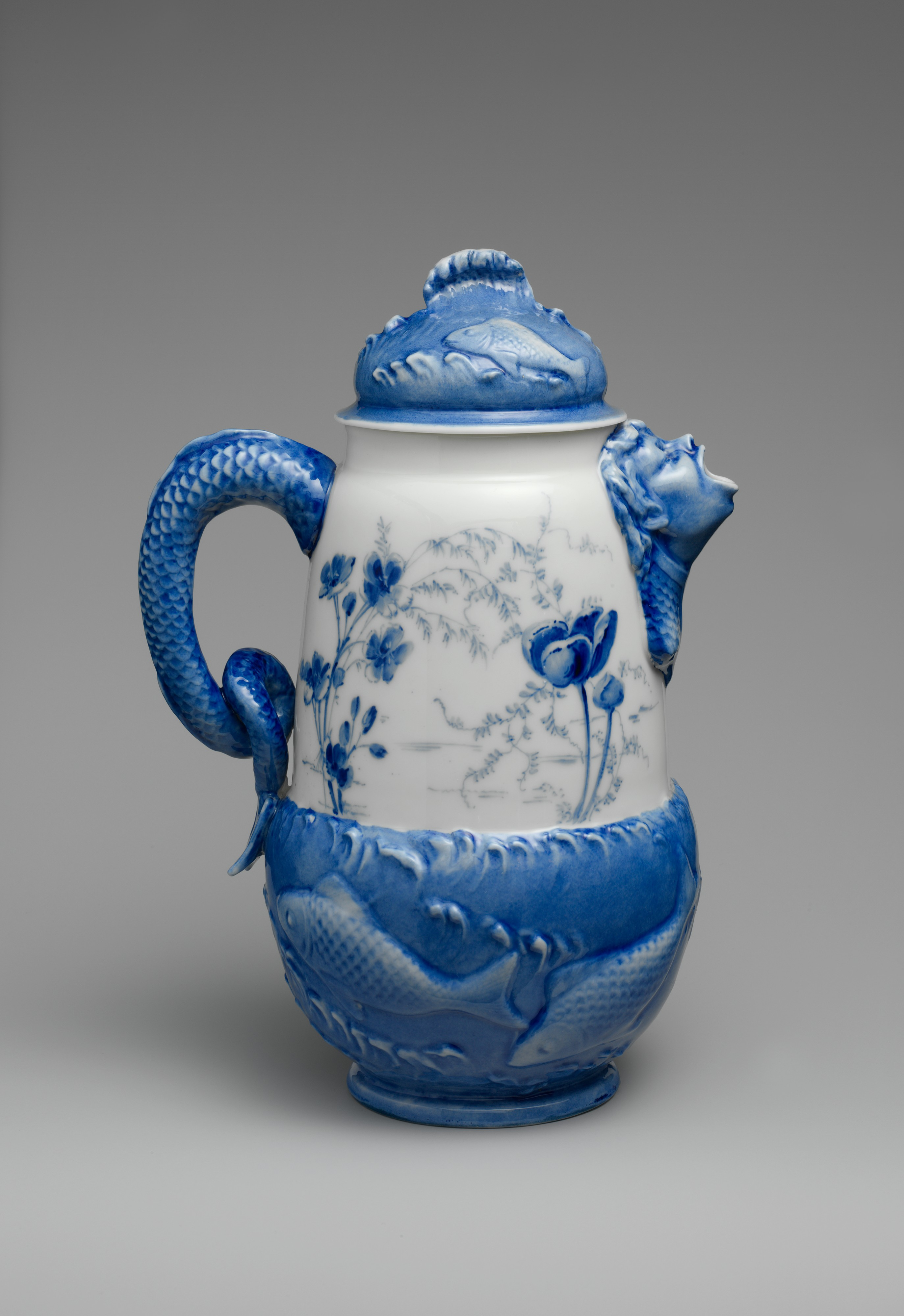
Chocolatière en porcelaine bleue et blanche (1890-1896).